# Sechzehneck
Ein Sechzehneck oder Hexadekagon (von altgriechisch ἑκκαιδεκάγωνος hekkaidekágōnos, deutsch ‚sechzehneckig‘) ist ein Polygon mit 16 Seiten und 16 Ecken. Die Sechzehnecke können wie alle Polygone mit mind. vier Seiten in überschlagene und nicht überschlagene (einfache) Sechzehnecke unterteilt werden. Die einfachen wiederum in konkave und konvexe Sechzehnecke. Letztere lassen sich nach weiteren Kriterien wie Seitenlängen, Symmetrien oder Lage der Ecken unterscheiden.
Dieser Artikel behandelt im Folgenden das regelmäßige Sechzehneck – das konvex ist, sechzehn gleich lange Seiten hat und dessen Ecken auf einem gemeinsamen Umkreis liegen – sowie regelmäßige überschlagene Sechzehnecke.

## Regelmäßiges Sechzehneck
Schon bei den griechischen Mathematikern der Antike war bekannt, dass ein regelmäßiges Sechzehneck mit Zirkel und Lineal konstruierbar ist. Dies wird deshalb möglich, weil es auch aus einem Quadrat bzw. Achteck durch (fortgesetzte) Verdoppelung der Eckenzahl generiert werden kann.

### Größen
| Größen eines regelmäßigen Sechzehnecks | Größen eines regelmäßigen Sechzehnecks | Größen eines regelmäßigen Sechzehnecks |
| -------------------------------------- | --- | -------------------------------------- |
| Innenwinkel                            | {\displaystyle {\begin{aligned}\alpha &={\frac {n-2}{n}}\cdot 180^{\circ }={\frac {14}{16}}\cdot 180^{\circ }\\&=157{,}5^{\circ }\end{aligned}}} | Größen des Sechzehnecks                |
| Mittelpunktswinkel (Zentriwinkel)      | {\displaystyle {\begin{aligned}\mu &={\frac {360^{\circ }}{16}}=22{,}5^{\circ }\end{aligned}}} | Größen des Sechzehnecks                |
| Seitenlänge                            | {\displaystyle {\begin{aligned}a&=2\cdot R\cdot \sin \left({\frac {180^{\circ }}{16}}\right)\\&=2\cdot R\cdot \sin(11{,}25^{\circ })\\a&=R\cdot {\sqrt {2-{\sqrt {2+{\sqrt {2}}}}}}\end{aligned}}} | Größen des Sechzehnecks                |
| Umkreisradius                          | {\displaystyle {\begin{aligned}R&={\frac {a}{2\cdot \sin \left({\frac {180^{\circ }}{16}}\right)}}\\&={\frac {a}{2\cdot \sin(11{,}25^{\circ })}}\\R&={\frac {a}{\sqrt {2-{\sqrt {2+{\sqrt {2}}}}}}}\end{aligned}}}                                                                                      | Größen des Sechzehnecks                |
| Inkreisradius                          | {\displaystyle {\begin{aligned}r&=a\cdot {\frac {1}{2}}\cdot \cot \left({\frac {180^{\circ }}{16}}\right)\\&=a\cdot {\frac {1}{2}}\cdot \cot(11{,}25^{\circ })\\r&=a\cdot {\frac {1}{2}}\cdot {\sqrt {\frac {2+{\sqrt {2+{\sqrt {2}}}}}{2-{\sqrt {2+{\sqrt {2}}}}}}}\end{aligned}}}                     | Größen des Sechzehnecks                |
| Höhe                                   | {\displaystyle {\begin{aligned}h&=2\cdot r=a\cdot \cot \left(11{,}25^{\circ }\right)\end{aligned}}} | Größen des Sechzehnecks                |
| Flächeninhalt                          | {\displaystyle {\begin{aligned}A&=4\cdot a^{2}\cdot \cot \left({\frac {180^{\circ }}{16}}\right)\\&=4\cdot a^{2}\cdot \cot(11{,}25^{\circ })\\A&=4\cdot a^{2}\cdot \left({\sqrt {2}}+1\right)\cdot \left({\sqrt {4-2{\sqrt {2}}}}+1\right)\\A&=4\cdot R^{2}\cdot {\sqrt {2-{\sqrt {2}}}}\end{aligned}}} | Größen des Sechzehnecks                |

## Mathematische Zusammenhänge

### Innenwinkel
Die allgemeine Formel für Polygone liefert
{\displaystyle \alpha ={\frac {n-2}{n}}\cdot 180^{\circ }={\frac {16-2}{16}}\cdot 180^{\circ }={\frac {14}{16}}\cdot 180^{\circ }=157{,}5^{\circ }.}

### Mittelpunktswinkel
Der Mittelpunktswinkel oder Zentriwinkel {\displaystyle \mu } wird von zwei benachbarten Umkreisradien {\displaystyle R} eingeschlossen. In der allgemeinen Formel ist für die Variable {\displaystyle n} die Zahl {\displaystyle 16} einzusetzen:
{\displaystyle \mu ={\frac {360^{\circ }}{n}}={\frac {360^{\circ }}{16}}=22{,}5^{\circ }.}

### Seitenlänge
Für die Berechnung der Seitenlänge {\displaystyle a} denkt man sich das Sechzehneck in 16 kongruente Dreiecke (Bestimmungsdreiecke) zerlegt. Nimmt man die Hälfte eines solchen Dreiecks, also ein rechtwinkliges Dreieck mit den Seiten {\displaystyle {\frac {a}{2}}}, {\displaystyle R} und {\displaystyle r} sowie mit dem halben Zentriwinkel {\displaystyle {\frac {22{,}5^{\circ }}{2}}=11{,}25^{\circ },} so gilt
{\displaystyle \sin(11{,}25^{\circ })={\frac {\frac {a}{2}}{R}}={\frac {a}{2\cdot R}};}
durch Multiplikation mit {\displaystyle 2\cdot R} erhält man
{\displaystyle a=2\cdot R\cdot \sin(11{,}25^{\circ })\approx 0{,}390\cdot R.}
Algebraischer Ausdruck:
{\displaystyle a=R\cdot {\sqrt {2-{\sqrt {2+{\sqrt {2}}}}}}.}

### Umkreisradius
Der Umkreisradius {\displaystyle R} bei gegebener Seitenlänge {\displaystyle a} beträgt
{\displaystyle R={\frac {a}{2\cdot \sin(11{,}25^{\circ })}}\approx 2{,}563\cdot a.}
Algebraischer Ausdruck:
{\displaystyle R={\frac {a}{\sqrt {2-{\sqrt {2+{\sqrt {2}}}}}}}.}

### Inkreisradius
Auch der Inkreisradius {\displaystyle r} lässt sich mithilfe eines halbierten Bestimmungsdreiecks ermitteln. Es ergibt sich
{\displaystyle \tan \left(11{,}25^{\circ }\right)={\frac {\frac {a}{2}}{r}}={\frac {a}{2\cdot r}};}
durch Multiplikation mit {\displaystyle 2\cdot r} erhält man
{\displaystyle 2\cdot r\cdot \tan \left(11{,}25^{\circ }\right)=a}
und weiter
{\displaystyle r={\frac {a}{2\cdot \tan \left(11{,}25^{\circ }\right)}};}
wegen
{\displaystyle {\frac {1}{\tan \left(11{,}25^{\circ }\right)}}=\cot \left(11{,}25^{\circ }\right)}
gilt auch
{\displaystyle r=a\cdot {\frac {1}{2}}\cdot \cot \left(11{,}25^{\circ }\right)\approx 2{,}514\cdot a.}
Algebraischer Ausdruck:
{\displaystyle a\cdot {\frac {1}{2}}\cdot {\sqrt {\frac {2+{\sqrt {2+{\sqrt {2}}}}}{2-{\sqrt {2+{\sqrt {2}}}}}}}.}

### Höhe
Die Höhe {\displaystyle h} eines regelmäßigen Sechzehnecks ist das Doppelte des Inkreisradius.
{\displaystyle h=2\cdot r={\frac {a}{\tan \left(11{,}25^{\circ }\right)}}=a\cdot \cot \left(11{,}25^{\circ }\right)\approx 5{,}0273\cdot a.}

### Flächeninhalt
Der Flächeninhalt eines Dreiecks berechnet sich aus {\displaystyle A_{\Delta }={\frac {1}{2}}\cdot a\cdot h_{a}.} In einem Bestimmungsdreieck ist die Höhe {\displaystyle h_{a}} gleich dem Inkreisradius {\displaystyle r}. Der Flächeninhalt des gesamten Sechzehnecks, d. h. 16 Bestimmungsdreiecke, beträgt also
{\displaystyle A={\frac {16}{2}}\cdot a\cdot r.}
Mit dem in Inkreisradius hergeleiteten Ausdruck für {\displaystyle r} folgt daraus
{\displaystyle A={\frac {16}{2}}\cdot a\cdot a\cdot {\frac {1}{2}}\cdot \cot \left(11{,}25^{\circ }\right)=4\cdot a^{2}\cdot \cot(11{,}25^{\circ }).}
Algebraischer Ausdruck:
{\displaystyle A=4\cdot a^{2}\cdot \left({\sqrt {2}}+1\right)\cdot \left({\sqrt {4-2{\sqrt {2}}}}+1\right)\approx 20{,}109\cdot a^{2}.}
Da die Anzahl der Seiten eines Sechzehnecks eine Zweierpotenz ist, kann die Fläche auch über den Umkreis mit dem Radius {\displaystyle R} durch eine abgeleitete Formel aus Vietas Produktdarstellung der Kreiszahl Pi berechnet werden:
{\displaystyle A=R^{2}\cdot {\frac {2}{1}}\cdot {\frac {2}{\sqrt {2}}}\cdot {\frac {2}{\sqrt {2+{\sqrt {2}}}}}=4\cdot R^{2}{\sqrt {2-{\sqrt {2}}}}\approx 3{,}061\cdot R^{2}.}

## Geometrische Konstruktionen

### Bei gegebenem Umkreis
Im ersten Moment scheint es naheliegend, zuerst eine Seitenlänge des Achtecks mit dessen Umkreis zu zeichnen und anschließend den Mittelpunktswinkel {\displaystyle \mu } zu halbieren, um die Seitenlänge des Sechzehnecks zu erhalten. Es ist jedoch auch möglich, den Mittelpunktswinkel in weniger Konstruktionsschritten zu bestimmen.

Bild 1: Sechzehneck bei gegebenem Umkreis

- ES beginnt (Bild 1) mit dem Einzeichnen des Durchmessers {\displaystyle {\overline {AB}},} anschließend folgen um Punkt {\displaystyle A} und {\displaystyle B} je ein Kreisbogen mit Radius {\displaystyle {\overline {AB}},} die sich in {\displaystyle C} und {\displaystyle D} schneiden. Die Verbindungslinie {\displaystyle {\overline {CD}}} halbiert den Durchmesser {\displaystyle {\overline {AB}}} in {\displaystyle O.} Nach dem Ziehen des Umkreises wird der so entstandene Schnittpunkt {\displaystyle E_{4}} mit {\displaystyle B} verbunden. Nun zieht man einen Kreisbogen um {\displaystyle E_{4}} mit dem Radius {\displaystyle {\overline {E_{4}O}},} der die Verbindungslinie {\displaystyle {\overline {E_{4}B}}} in {\displaystyle F} schneidet. Schließlich folgt eine Halbgerade ab dem Mittelpunkt {\displaystyle O} durch {\displaystyle F} bis sie den Umkreis im Eckpunkt {\displaystyle E_{1}} schneidet. Somit ist die erste Seite {\displaystyle {\overline {E_{1}B}}} des entstehenden Sechzehnecks gefunden. Nach dem Einzeichnen der restlichen fünfzehn Seiten ist das Sechzehneck fertiggestellt.

Der Mittelpunktswinkel {\displaystyle \mu } mit der Winkelweite {\displaystyle {\frac {360^{\circ }}{16}}=22{,}5^{\circ }} ergibt sich mithilfe der Innenwinkel des gleichschenkligen Dreiecks {\displaystyle OFE_{4}:}
{\displaystyle \angle {OE_{4}F}=45^{\circ },}
{\displaystyle \angle {FOE_{4}}=\angle {E_{4}FO}={\frac {1}{2}}\cdot \left(180^{\circ }-45^{\circ }\right)=67{,}5^{\circ }}
daraus folgt
{\displaystyle \angle {BOF}=90^{\circ }-67{,}5^{\circ }=22{,}5^{\circ }}
- Eine alternative Konstruktion (Bild 2) halbiert den Umkreisradius und einen {\displaystyle 45^{\circ }}-Winkel.

Bild 2: Alternative Konstruktion eines regelmäßigen Sechzehnecks bei gegebenem Umkreis, Animation

### Bei gegebener Seitenlänge

Bild 3: Sechzehneck bei gegebener Seitenlänge, siehe Animation

Die Konstruktion eines regelmäßigen Sechzehnecks bei gegebener Seitenlänge (Bild 3) ist sehr ähnlich der des Achtecks bei gegebener Seitenlänge.)
Zuerst bezeichnet man die Endpunkte der Seitenlänge {\displaystyle a} mit {\displaystyle A} und {\displaystyle B.} Es folgen ein Kreisbogen mit dem Radius {\displaystyle a} um den Punkt {\displaystyle B} und ein zweiter mit gleichem Radius um {\displaystyle A}; es ergeben sich die Schnittpunkte {\displaystyle R} und {\displaystyle S}. Es geht weiter mit der Halbgeraden ab {\displaystyle R} durch {\displaystyle S} und der Parallelen zu {\displaystyle {\overline {RS}}} ab dem Punkt {\displaystyle B}, die den Kreisbogen um {\displaystyle B} in {\displaystyle T} schneidet. Nun wird der Punkt {\displaystyle T} mit {\displaystyle A} verbunden; es entsteht der Schnittpunkt {\displaystyle U}. Anschließend halbiert eine Winkelhalbierende den Winkel {\displaystyle TBU}; sie schneidet die Halbgerade {\displaystyle {\overline {RS}}} in {\displaystyle O}. Somit ist der Mittelpunkt {\displaystyle O} des entstehenden Sechzehnecks bestimmt. Den Mittelpunktswinkel {\displaystyle 22{,}5^{\circ }} liefert die zweite Halbgerade ab {\displaystyle A} durch {\displaystyle O.} Nach dem Einzeichnen des Umkreises um {\displaystyle O} und durch {\displaystyle A} ergeben sich die Ecken {\displaystyle C} und {\displaystyle Q} des Sechzehnecks. Jetzt, die noch fehlende Seitenlängen {\displaystyle a} auf den Umkreis abtragen und abschließend die benachbarten Ecken zu einem fertigen Sechzehneck miteinander verbinden.
Der Mittelpunktswinkel {\displaystyle \mu } mit der Winkelweite {\displaystyle {\frac {360^{\circ }}{16}}=22{,}5^{\circ }} ergibt sich mithilfe der Innenwinkel des gleichschenkligen Dreiecks {\displaystyle BUA:}
{\displaystyle \angle {BAU}=45^{\circ },}
{\displaystyle \angle {AUB}=\angle {UBA}={\frac {1}{2}}\cdot \left(180^{\circ }-45^{\circ }\right)=67{,}5^{\circ }}
daraus folgt
{\displaystyle \mu =\angle {TBU}=\angle {AOB}=90^{\circ }-67{,}5^{\circ }=22{,}5^{\circ }.}

## Regelmäßige überschlagene Sechzehnecke
Ein regelmäßiges überschlagenes Sechzehneck ergibt sich, wenn beim Verbinden der sechzehn Eckpunkte jedes Mal mindestens einer übersprungen wird und die somit erzeugten Sehnen gleich lang sind. Notiert werden solche regelmäßigen Sterne mit Schläfli-Symbolen {\displaystyle \left\{n/k\right\}}, wobei {\displaystyle n} die Anzahl der Eckpunkte angibt und jeder {\displaystyle k}-te Punkt verbunden wird.
Es gibt nur drei regelmäßige Sechzehnstrahlsterne, auch Hexadekagramme genannt.
Die „Sterne“ mit den Schläfli-Symbolen {16/2} und {16/14} sind regelmäßige Achtecke bzw. die mit den Schläfli-Symbolen {16/4} und {16/12} sind Quadrate. Die Sterne mit den Schläfli-Symbolen {16/6} und {16/10} sind Achtersterne, auch Oktogramme genannt.

Regelmäßige Sechzehnstrahlsterne

- {\displaystyle \left\{16/3\right\}{,}\ \left\{16/13\right\}}
- {\displaystyle \left\{16/5\right\}{,}\ \left\{16/11\right\}}
- {\displaystyle \left\{16/7\right\}{,}\ \left\{16/9\right\}}

## Vorkommen

### Kunst

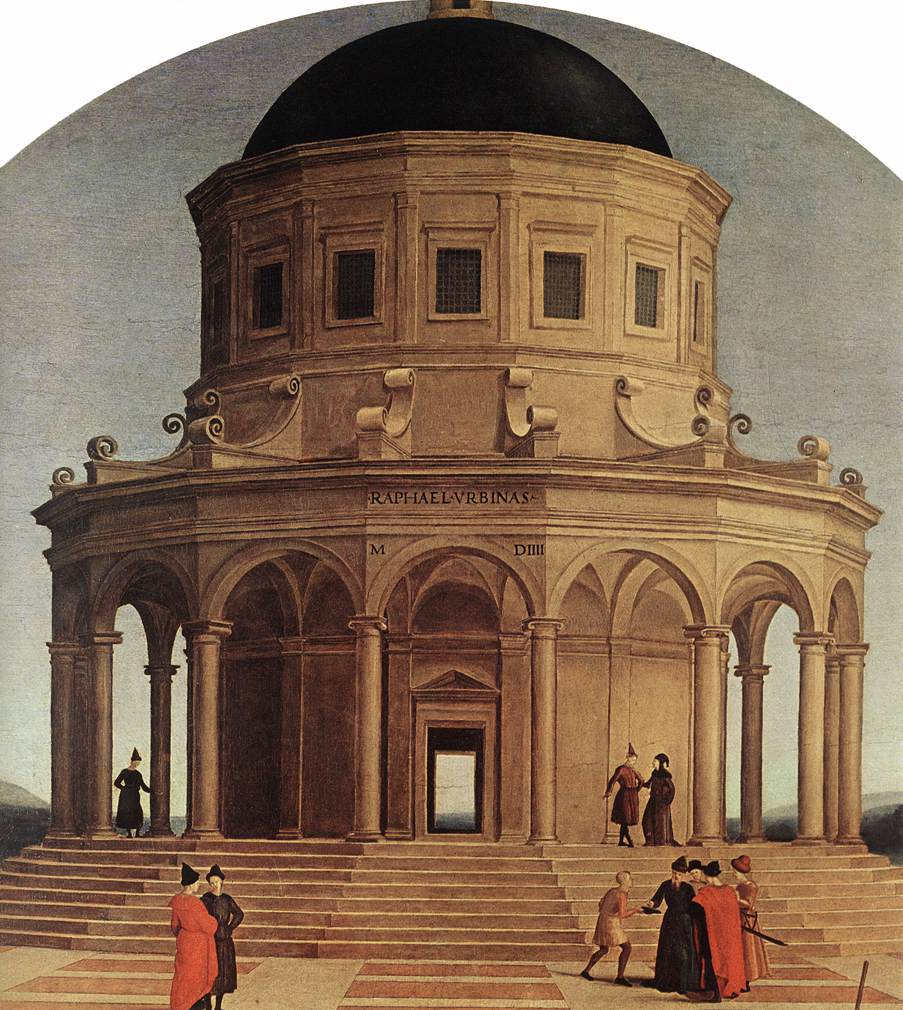
Der sechzehneckige Turm in Raffaels Vermählung Mariä

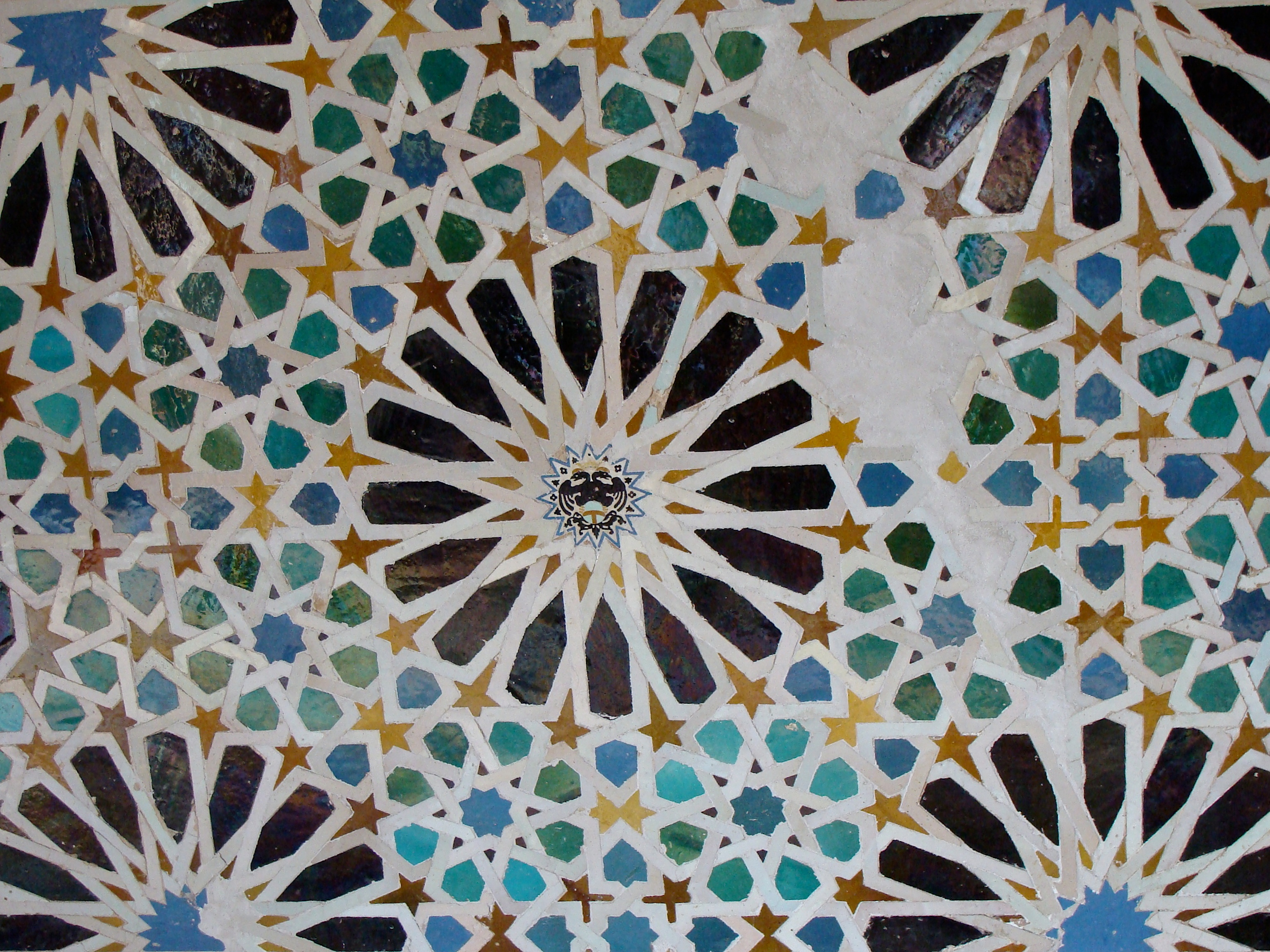
Ein sechzehneckiges Kachelmuster der Alhambra,
im Zentrum der Stern {16/7}, {16/9}

Im Girih Kachelmuster in der Alhambra treten unter anderem auch sechzehneckige Symmetrien auf.
Im frühen 16. Jahrhundert war Raffael der erste Maler, der eine perspektivische Darstellung eines regelmäßigen sechzehneckigen Gebäudes darstellte und zwar in dem Bild Vermählung Mariä.

### Architektur
Sechzehneckig strukturierte Bauwerke sind z. B. das englische A La Ronde aus dem 18. Jahrhundert, der niederländische Leuchtturm Huisduinen des späten 19. Jahrhunderts und der ehemalige Panorama-Bau in Leipzig. Die im 19. Jahrhundert ursprünglich als Ausstellungsbau konzipierte Brüsseler Große Moschee wurde im 20. Jahrhundert eine islamische Gebetsstätte. Auch kirchliche Zentralbauten weisen eine solche Struktur auf, wie insbesondere die Kuppel des Petersdoms in Rom, der Aachener Dom in der geometrischen Konzeption seines karolingischen Oktogons zusammen mit dem dieses umgebenden Umgang sowie die sechzehneckige Kapelle im Inneren des Magdeburger Doms.